# Marguerite Verbrugghe
Marguerite Verbrugge (Gent, 27 februari 1871 - aldaar, 1 januari 1962) was een Belgisch componist en was docent aan het Koninklijk Conservatorium Gent.

## Carrière
Marguerite Verbrugghe studeerde piano en compositie aan het Koninklijk Conservatorium Gent tussen circa 1880 en 1890. In 1888 behaalde ze de eerste prijs voor muziektheorie, en in 1890 ontving ze de eerste prijs voor piano. In hetzelfde jaar won ze ook de eerste prijs voor harmonisch schrijven en bascompositie. Een jaar later, in 1891, behaalde ze de tweede prijs voor kamermuziek.
Vanaf 14 oktober 1890 gaf Marguerite leiding aan een voorbereidende pianocursus als docent. In 1900 deed het bestuur van het conservatorium een voorstel aan de minister om haar officieel tot docent aan te stellen. 
Op 31 mei 1900 trouwde ze met Joseph-Pierre-Octave-Ghislain Lefebure, die eveneens aan het Conservatorium van Gent had gestudeerd en in 1899 de prijs voor harmoniecompositie had gewonnen. 
Marguerite werd gewaardeerd door de Gentse gezinnen vanwege haar lesgeven. Op 28 april 1900 organiseerde ze muzikale audities voor haar studenten in het kunstsalon van het Beyerhuis, waar de resultaten van haar lesmethodes werden gepresenteerd.

## Werken
1892
- Le papier uitgevoerd door kinderen van Het Kerchove Instituut
- Guand tu Souris
- S’il était ici
- Au temps des Roses

1893
- Pot-pourri des chansons populaires flamandes et françaises door kinderen van Het Kerchove Instituut
- La Chonson des alouettes voor tweestemmig koor

1899
- Concertstück voor twee piano’s
- Quatre Mélodies
- Un Sectret
- Vers l’Infini
- Invocation
- Nouveau Logis
- Het liefdeslied